# Tu viện vương quyền Corvey
Tu viện vương quyền của Corvey (tiếng Đức: Fürststift Corvey hoặc Fürstabtei Corvey) là một tu viện dòng Biển Đức cũ và là lãnh địa giám mục vương quyền nằm ở bang Nordrhein-Westfalen, Đức ngày nay. Đây là một trong những tu viện hoàng gia tự trị của Đế quốc La Mã thần thánh từ cuối thời Trung cổ cho đến năm 1792 khi Corvey được nâng lên thành giám mục vương quyền. Corvey có lãnh thổ trên một khu vực rộng lớn và nó được thế tục hoá vào năm 1803 trong quá trình sáp nhập các nhà nước tại Đức, tu viện trở thành một phần của Thân vương quốc Nassau-Orange-Fulda mới được thành lập vào năm 1803. Năm 2014, nhà thờ cũ của tu viện mang kiến trúc thời Carolus và di tích khảo cổ học gần đó được UNESCO công nhận là Di sản thế giới.

## Lịch sử

### Thành lập những năm đầu

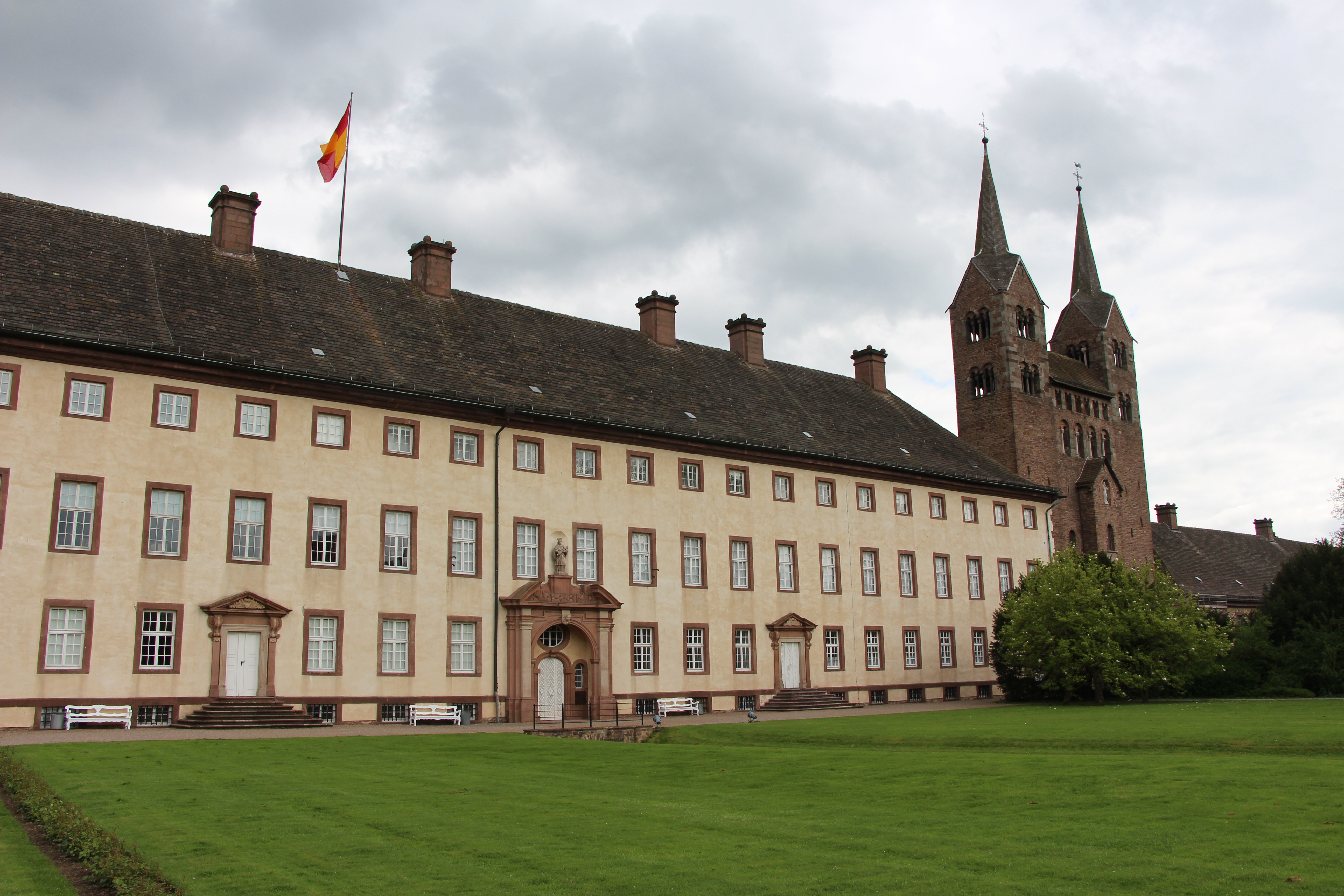
Tu viện ngày nay.

Trong các cuộc chiến tranh Sachsen kéo dài hơn ba mươi năm sau năm 772, hoàng đế của người Frank là Charlemagne cuối cùng đã giành thắng lợi và sáp nhập lãnh thổ Sachsen vào đế chế của mình. Ông bắt đầu thiên chúa giáo những người Saxon. Để đạt được mục đích đó, các giám mục đã được thành lập tại Hildesheim và Halberstadt. Ngoài ra, ý tưởng thiết lập một tu viện ở Sachsen lần đầu tiên được đưa ra dưới thời trị vì của Charlemagne. Tuy nhiên, kế hoạch chỉ được thực hiện dưới thời con trai ông là Louis Mộ đạo, người đã tuyên bố thành lập một tu viện ở phía đông sông Weser tại một công nghị diễn ra ở Paderborn vào năm 815. Tu viện này được đặt tại một địa điểm tên là Hethis, mặc dù vị trí chính xác không chắc chắn, được cho là nằm gần Neuhaus im Solling ngày nay. Các tu sĩ đầu tiên đến tu viện dòng Biển Đức này là từ tu viên Corbie vào năm 816. Do lựa chọn địa điểm không phù hợp các tu sĩ đã chuyển địa điểm vào năm 822, đến địa điểm hiện tại được gọi là Villa Huxori. Ngôi nhà mới được gọi là Nova Corbeia (tiếng Latinh có nghĩa là "Corbie mới", tiếng Đức cổ là Corvey phát âm [ˈkɔʁvaɪ]).:4
Tu viện trưởng đầu tiên của Corvey là em họ của Charlemagne là Adalard. Ansgar, người sau này trở thành "Tông đồ của Scandinavia" là người đã thành lập trường học trong tu viện vào năm 823. Thư viện tu viện được thành lập với các tác phẩm gửi tới từ Corbie, được bổ sung bởi các tác phẩm viết tại tu viện địa phương. Năm 826, Corvey trở thành một tu viện độc lập, dành riêng cho Thánh Stêphanô. Năm 833, nó được cấp quyền đúc tiền trong lãnh thổ Franken và là địa điểm đầu tiên có quyền này ở bờ đông sông Rhein.:4–7
Năm 836, hài cốt của Thánh Vitus được tu viện Thánh Denis gần Paris tặng cho Corvey. Thánh  Vitus giờ đây đã trở thành vị thánh bảo trợ của người Sachsen. Vì ông cũng là một trong 14 vị Thánh Phụ trợ nên việc tôn kính ông rất phổ biến trong thời Trung cổ và Corvey trở thành điểm đến của những người hành hương. Những món quà và sự đóng góp khác của các cá nhân đã khiến Corvey trở thành một trong những tu viện giàu có nhất ở Trung Âu, từ đó có thể thực hiện các dự án xây dựng đầy tham vọng. Vai trò của nó là Reichsabtei, có nghĩa là "trụ trì của đế quốc", và nó phải chịu trách nhiệm trực tiếp trước hoàng đế trong các vấn đề về thế tục quan trọng.:7
Nhà thờ đá đầu tiên được thánh hiến vào năm 844. Vào năm 873–885, công trình nhà thờ cũ phía Tây được thấy ngày nay được xây dựng. Corvey do đó đã trở thành một trong những nơi thiêng liêng thuộc tu viện Carolus nhận được nhiều đặc ân nhất trong công quốc Sachsen từ thế kỷ thứ 9. Nó nhanh chóng trở nên nổi tiếng với trường học, nơi đã sản sinh ra nhiều học giả nổi tiếng. Trong số đó có nhà sử học người Sachsen thế kỷ thứ 10, Widukind, tác giả của biên niên sử The Deeds of the Saxons (Các công việc của người Sachsen). Từ những nhà truyền giáo của tu viện, một dòng người truyền giáo đã truyền bá Phúc Âm khắp Bắc Âu.
Địa điểm của tu viện, nơi tuyến đường hướng đông tây được gọi là Hellweg băng qua sông Weser có tầm quan trọng chiến lược cả về kinh tế và văn hóa. Nhà sử học  H. H. Kaminsky ước tính rằng đoàn tùy tùng hoàng gia đã đến thăm Corvey ít nhất 110 lần trước năm 1073 trong nhứng dịp ban hành điều lệ.
Một chứng nhận chính thức được Otto I cấp vào năm 940 để thành lập cha trưởng tu viện trong một bối cảnh mới. Cha trưởng sẽ có quyền thực thi - tức là những người nông dân tìm kiếm nơi ở trong pháo đài được xây dựng trong vùng đất của tu viện, đổi lại họ phải duy trì trật tự dưới sự giám sát của cha trưởng tu viện.
Trong tranh cãi việc bổ nhiệm giáo sĩ, cha trưởng của Corvey đã đứng về phía các quý tộc Sachsen chống lại Heinrich IV của Thánh chế La Mã. Cha trưởng Markward von Annweiler (cha trưởng từ năm 1081–1107) được Kaminsky đánh giá một trong những vị cha trưởng quan trọng nhất trong lịch sử của tu viện và người kế nhiệm ông Erkenbert (cha trưởng từ năm 1107–1128) đã chứng kiến những sự kiện quan trọng của tu viện. Tu viện cũng tham gia vào các nỗ lực cải cách Giáo hội Công giáo trong thế kỷ 11, và nó trở thành trung tâm thần học trong khu vực với việc thành lập thêm nhiều tu viện phụ thuộc khác.:8
Thời kỳ thịnh vượng tiếp theo của tu viện là dưới thời cha trưởng Wibald (cha trưởng từ năm 1146–58). Vào thời điểm đó, nhà thờ phía Tây được xây dựng lại theo phong cách Romanesque và ba tháp mang kiến trúc Carolus được thay thế bằng hai tòa tháp. Vào giữa thế kỷ 12, một thị trấn lớn tên là Corvey đã phát triển xung quanh tu viện.:8
Năm 1265, thị trấn lân cận Höxter đố kị với đối thủ gần đó nên đã liên minh với giám mục Paderborn và quân đội của họ được cử đến phá hủy thị trấn Corvey và làm hư hại tu viện. Thị trấn không bao giờ được phục hồi lại và trong những thập kỷ sau đó trở thành một ngôi làng nhỏ. Sự kiện này đánh dấu sự khởi đầu cho một thời gian dài suy tàn của tu viện.ref name="Booklet"/>:8
Cải cách Kháng nghị xảy ra đã đe dọa Corvey cùng các vùng đất giáo hội Công giáo khác ở tây bắc Đức nhưng riêng tu viện đã tồn tại bấp bênh theo cách riêng của nó với tư cách là một công quốc tự trị tại biên giới của những người theo đạo Tin Lành Brunswick và Hesse-Kassel. Từ giữa thế kỷ 16 trở đi, giám mục vương quyền và các tu sĩ đã điều hành chính quyền với sự hợp tác của một hội đồng Tin lành gồm ba gia đình quý tộc, thị trấn Höxter và một chủ giáo. Năm 1634, Chiến tranh Ba Mươi Năm đã khiến tòa nhà của tu viện bị phá hủy, chỉ còn lại công trình phía Tây như hiện tại.:8
Phải mất hàng thập kỷ, khu vực địa phương mới có thể phục hồi sau sự tàn phá của chiến tranh. Sau khi Christoph Bernhard von Galen trở thành giám mục vương quyền của tu viện vào năm 1665, quá trình tái thiết bắt đầu. Nhà thờ Carolus được thay thế bằng một tòa nhà Gothic ngoại trừ công trình phía Tây. Đến thời giám mục Christoph von Bellinghausen (1678–96), Florenz von der Felde (1696–1714) và Maximilian von Horrich (1714–22), các tòa nhà Baroque quan trọng khác như hiện tại được xây dựng.:10

### Giám mục vương quyền

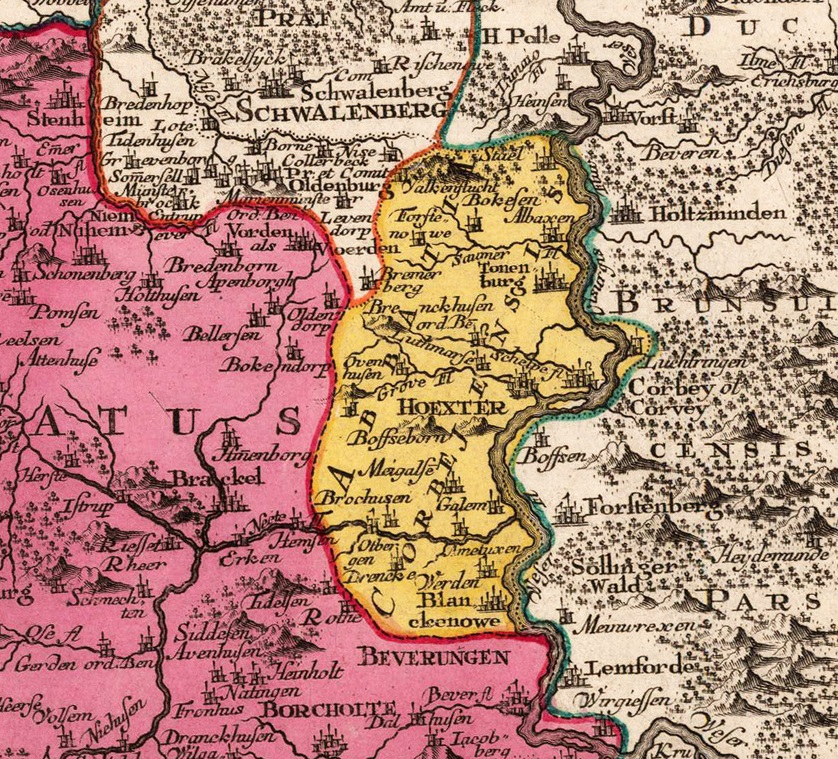
Lãnh địa của tu viện Corvey vào thế kỷ 18.

Năm 1792, Corvey không còn là tu viện dòng Biển Đức nữa và được Giáo hoàng Piô VI sắc phong tòa giám mục vương quyền. Các tu viện trưởng và giám mục của tu viện là Theodor von Brabeck và Ferdinand von Lüninck là những giám mục vương quyền cuối cùng tại Corvey.:10 Năm 1803, tu viện được hoàn tục, nằm dưới sự quản lý của Napoléon Bonaparte và trở thành một phần của Thân vương quốc Nassau-Orange-Fulda trong khoảng thời gian ngắn. Năm 1807, nó trở thành một phần của vương quốc Westphalia của Jérôme Bonaparte. Sau Đại hội Viên, Corvey rơi vào tay Vương quốc Phổ vào năm 1815. Để đền bù cho phần lãnh thổ bị mất ở phía tây sông Rhein, nó được trao cho Victor Amadeus, Lãnh chúa của Hesse-Rotenburg vào năm 1820.:10–11 Corvey tiếp tục tồn tại như một giáo phận cho đến năm 1825.:10

### Cung điện và thư viện Corvey

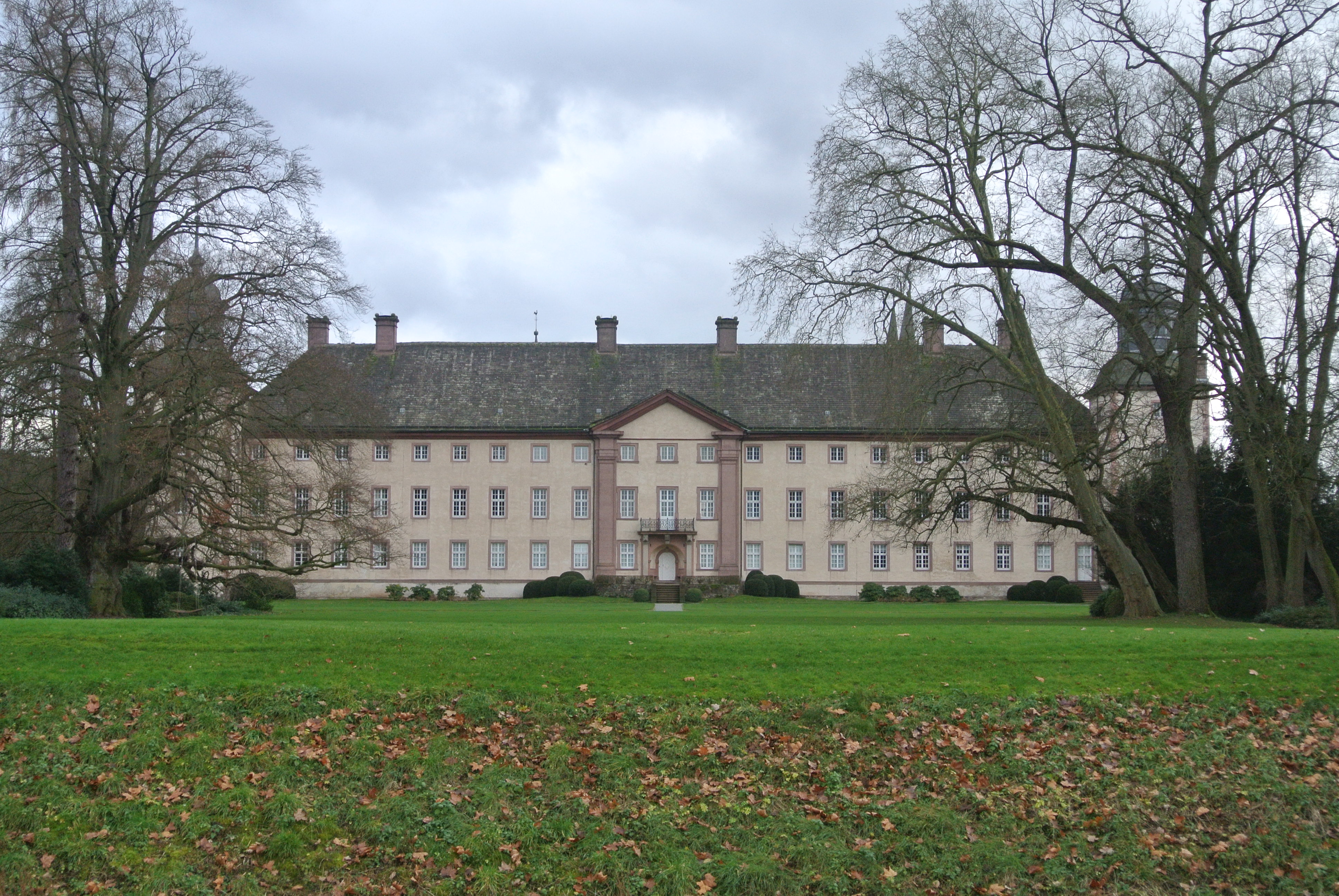
Cung điện Corvey Nhìn từ phía Bắc năm 2017

Lãnh chúa Victor Amadeus đã xây dựng lại các tòa nhà của tu viện như một cung điện. Năm 1834, tài sản rơi vào tay Viktor von Hohenlohe-Schillingfürst, một thành viên của Hạ viện Hohenlohe. Năm 1840, ông được vua Friedrich Wilhelm IV của Phổ phong Công tước xứ Ratibor và Hoàng tử xứ Corvey. Và kể từ đó, cung điện Corvey vẫn là tài sản của gia đình công tước.:11
Trong cung điện là một thư viện gia đình quý tộc chứa khoảng 74.000 cuốn sách chủ yếu bằng tiếng Đức, tiếng Pháp và tiếng Anh. Phần nhiều trong số chúng là tiểu thuyết lãng mạn của Anh, một số trong đó là những bản sao độc nhất vô nhị, vì ở Anh người ta thường hơn là mua, và thường đọc trong các thư viện công cộng. Nhà thơ người Đức August Heinrich Hoffmann von Fallersleben, tác giả của Lied der Deutschen (Quốc ca Đức từ năm 1922) đã từng làm việc tại thư viện với tư cách là thủ thư từ năm 1860 cho đến khi ông qua đời vào năm 1874. Ông được chôn cất trong nghĩa trang của nhà thờ Corvey.:50
Tháng 6 năm 2014, quần thể tu viện được UNESCO công nhận là Di sản thế giới. Nó bao gồm giới hạn của tu viện Carolus ban đầu, trong đó chỉ còn nhà thờ cũ phía Tây là còn tồn tại cho đến ngày nay. Cùng với đó là di tích khảo cổ học (Civitas) của thị trấn Corvey cũ được khai quật vào năm 1990 cũng nằm trong khu vực được công nhận.
Ngày nay, nhờ thờ cũ phía Tây của tu viện với hai tòa tháp của nó là phần duy nhất còn sống sót theo thời gian. Nó là cấu trúc Trung cổ sớm nhất tại Westphalia nhưng hầu hết phần còn lại của nhà thờ tu viện mang kiến trúc Baroque. Thư viện và nhà thờ hiện mở cửa cho công chúng tham quan.